# Brigitte Bardot (canção)
"Brigitte Bardot", também conhecida como "Brigitte Bardot-Bardot", é uma canção composta por Miguel Gustavo e cantada por Jorge Veiga, inspirada na famosa atriz francesa Brigitte Bardot.
A canção se tornou popular e foi uma das marchas mais tocadas do Carnaval do Rio de Janeiro em 1961.
Diversas versões da música foram gravadas em outros idiomas por artistas como Mina Mazzini, Joel Gray, Marion Rung, Darío Moreno, Bandabardò, Michelino e Ivan Cattaneo.
Em 1978, voltou a se destacar ao ser relançada pelo trio belga Two Man Sound no álbum Disco Samba.

“Brigitte Bardot, Bardot; Brigitte beijou beijou. [...] Lá dentro do cinema todo o mundo se afabou.”

— Trecho da letra da música.